# Campeonato Uruguayo de Primera División 1954
El Campeonato Uruguayo 1954 fue el 50° torneo de Primera División del fútbol uruguayo, correspondiente al año 1954.
El torneo consistió en un campeonato a dos ruedas todos contra todos, coronando campeón al equipo que logrará más puntos, mientras que el peor equipo descendería a la Segunda División.
El torneo consagró al Club Atlético Peñarol como campeón uruguayo, logrando así su segundo título consecutivo, bajo el mando técnico del Juan López.
Ubicado en el último puesto al finalizar el torneo, Miramar descendió a la Segunda División. Mientras que ascendió Sud América desde dicha categoría.

## Participantes

### Ascensos y descensos
| Equipo  | Ascendido como                      |
| ------- | ----------------------------------- |
| Miramar | Campeón de la Segunda División 1953 |

| Equipo  | Descendido como           |
| ------- | ------------------------- |
| Central | 10° Primera División 1953 |

## Campeonato

### Tabla de posiciones
| Pos. | Equipo               | PJ | PG | PE | PP | GF | GC | Dif. | Pts. |
| ---- | -------------------- | -- | -- | -- | -- | -- | -- | ---- | ---- |
| 1º   | Peñarol              | 18 | 14 | 4  | 0  | 49 | 11 | +38  | 32   |
| 2º   | Danubio              | 18 | 10 | 4  | 4  | 31 | 21 | +10  | 24   |
| 3º   | Nacional             | 18 | 9  | 4  | 5  | 34 | 17 | +17  | 22   |
| 4º   | Rampla Juniors       | 18 | 7  | 5  | 6  | 24 | 25 | -1   | 19   |
| 5º   | Cerro                | 18 | 6  | 5  | 7  | 21 | 26 | -5   | 17   |
| 6º   | Liverpool            | 18 | 5  | 7  | 6  | 25 | 34 | -9   | 17   |
| 7º   | Defensor             | 18 | 5  | 6  | 7  | 23 | 29 | -6   | 16   |
| 8º   | River Plate          | 18 | 4  | 8  | 6  | 19 | 28 | -9   | 16   |
| 9º   | Montevideo Wanderers | 18 | 2  | 6  | 10 | 17 | 29 | -12  | 10   |
| 10º  | Miramar              | 18 | 1  | 5  | 12 | 19 | 42 | -23  | 7    |

|  | Campeón Uruguayo.             |
|  | Desciende a Segunda División. |

|                                                   |
| Uruguay                                           |
| Campeón Uruguayo 1954 Peñarol 20.mo título de AUF |

### Fixture
| Peñarol   | 5-1 | Defensor             |
| Cerro     | 3-1 | Miramar              |
| Liverpool | 1-0 | River Plate          |
| Danubio   | 2-1 | Rampla Juniors       |
| Nacional  | 1-0 | Montevideo Wanderers |

| Nacional       | 1-0 | Cerro                |
| River Plate    | 2-1 | Montevideo Wanderers |
| Liverpool      | 1-0 | Danubio              |
| Rampla Juniors | 0-0 | Defensor             |
| Peñarol        | 3-0 | Miramar              |

| Peñarol              | 3-0 | River Plate |
| Montevideo Wanderers | 0-0 | Defensor    |
| Danubio              | 1-0 | Miramar     |
| Rampla Juniors       | 2-0 | Cerro       |
| Nacional             | 0-0 | Liverpool   |

| Rampla Juniors | 1-0 | Nacional             |
| River Plate    | 2-1 | Defensor             |
| Miramar        | 1-1 | Montevideo Wanderers |
| Peñarol        | 3-2 | Danubio              |
| Liverpool      | 1-1 | Cerro                |

| Peñarol        | 5-0 | Liverpool            |
| Defensor       | 3-2 | Cerro                |
| Rampla Juniors | 1-0 | Miramar              |
| Danubio        | 3-2 | Montevideo Wanderers |
| Nacional       | 4-0 | River Plate          |

| Nacional             | 3-0 | Danubio        |
| Miramar              | 0-0 | Defensor       |
| Montevideo Wanderers | 2-2 | Liverpool      |
| Cerro                | 1-0 | River Plate    |
| Peñarol              | 3-1 | Rampla Juniors |

| Liverpool   | 2-2 | Rampla Juniors       |
| Peñarol     | 4-0 | Montevideo Wanderers |
| Danubio     | 2-1 | Cerro                |
| River Plate | 2-1 | Miramar              |
| Defensor    | 2-0 | Nacional             |

| Peñarol        | 1-1 | Nacional             |
| Rampla Juniors | 2-1 | River Plate          |
| Cerro          | 2-1 | Montevideo Wanderers |
| Liverpool      | 1-0 | Miramar              |
| Danubio        | 3-0 | Defensor             |

| Miramar              | 4-2 | Nacional       |
| Montevideo Wanderers | 1-1 | Rampla Juniors |
| Danubio              | 1-1 | River Plate    |
| Liverpool            | 2-2 | Defensor       |
| Peñarol              | 3-0 | Cerro          |

| Peñarol              | 2-0 | Defensor       |
| Cerro                | 1-1 | Miramar        |
| Liverpool            | 3-3 | River Plate    |
| Danubio              | 4-2 | Rampla Juniors |
| Montevideo Wanderers | 3-1 | Nacional       |

| Nacional    | 0-0 | Cerro                |
| River Plate | 0-0 | Montevideo Wanderers |
| Danubio     | 3-1 | Liverpool            |
| Defensor    | 3-2 | Rampla Juniors       |
| Peñarol     | 5-1 | Miramar              |

| Peñarol  | 0-0 | River Plate          |
| Defensor | 3-1 | Montevideo Wanderers |
| Danubio  | 3-1 | Miramar              |
| Cerro    | 1-0 | Rampla Juniors       |
| Nacional | 5-1 | Liverpool            |

| Nacional             | 3-0 | Rampla Juniors |
| River Plate          | 0-0 | Defensor       |
| Montevideo Wanderers | 3-2 | Miramar        |
| Peñarol              | 1-0 | Danubio        |
| Cerro                | 4-3 | Liverpool      |

| Peñarol        | 4-2 | Liverpool            |
| Defensor       | 2-2 | Cerro                |
| Rampla Juniors | 3-1 | Miramar              |
| Danubio        | 1-0 | Montevideo Wanderers |
| Nacional       | 5-2 | River Plate          |

| Nacional    | 0-0 | Danubio              |
| Defensor    | 2-0 | Miramar              |
| Liverpool   | 2-0 | Montevideo Wanderers |
| River Plate | 1-0 | Cerro                |
| Peñarol     | 2-2 | Rampla Juniors       |

| Rampla Juniors | 1-0 | Liverpool            |
| Peñarol        | 0-0 | Montevideo Wanderers |
| Danubio        | 1-1 | Cerro                |
| River Plate    | 4-4 | Miramar              |
| Nacional       | 2-1 | Defensor             |

| Peñarol        | 1-0 | Nacional             |
| Rampla Juniors | 1-1 | River Plate          |
| Cerro          | 1-0 | Montevideo Wanderers |
| Liverpool      | 1-1 | Miramar              |
| Danubio        | 4-2 | Defensor             |

| Nacional       | 6-1 | Miramar              |
| Rampla Juniors | 3-2 | Montevideo Wanderers |
| Danubio        | 1-1 | River Plate          |
| Liverpool      | 2-1 | Defensor             |
| Peñarol        | 4-1 | Cerro                |